# Día Internacional de las Trabajadoras del Hogar
El Día Internacional de las trabajadoras del Hogar  que se conmemora cada 30 de marzo. Este día conmemora y promueve el valor y los derechos de las personas trabajadoras del hogar remuneradas.

## Historia
El Día Internacional de las Trabajadoras del Hogar fue establecido en 1988 por la Confederación Latinoamericana y del Caribe de Trabajadoras del Hogar (CONLACTRAHO). Este evento anual está dedicado a reconocer y celebrar las contribuciones de los trabajadores domésticos en todo el mundo y a defender sus derechos y un trato justo.
Los orígenes del Día Internacional de las Trabajadoras del Hogar se remontan a los esfuerzos del CONLACTRAHO , una organización fundada para apoyar y empoderar a las trabajadoras del hogar en América Latina y el Caribe. En 1988, la confederación convocó a una conferencia en Bogotá, Colombia donde se tomó la decisión de designar el 30 de marzo como día en honor a las trabajadoras del hogar. Se eligió esta fecha para resaltar el papel vital que desempeñan estas trabajadoras en los hogares y llamar la atención sobre sus condiciones laborales, a menudo precarias. El día tiene múltiples propósitos el principal siendo el reconocimiento al trabajo esencial que realizan las trabajadoras domésticas, incluyendo la limpieza, la cocina y el cuidado, que muchas veces pasa desapercibido y subvalorado.
Es crucial distinguir entre las tareas domésticas realizadas en el hogar, que generalmente no son remuneradas y son efectuadas por miembros de la familia, y las labores desempeñadas por trabajadoras del hogar. Estas últimas se reconocen como empleadas y, en consecuencia, deben gozar de ciertos derechos laborales. 
Entre estos derechos se incluyen:
- Un período de descanso nocturno continuo de nueve horas.
- Un descanso diario de tres horas entre horario vespertino y matutino.
- Un día y medio de descanso semanal.
- Una habitación adecuada y limpia.
- Alimentación saludable y suficiente
- Un aguinaldo anual equivalente a 15 días de salario o su parte proporcional.
- Un trato digno y respetuoso donde se proteja sus derechos relacionados con su condición física, étnica, religiosa, económica y orientación sexual.[7]

En México, el trabajo doméstico remunerado presenta una realidad marcada por una alta feminización y condiciones laborales desiguales. De acuerdo con la Encuesta Nacional de Ocupación y Empleo (ENOE) 2023 del Instituto Nacional de Estadística y Geografía (INEGI), aproximadamente 2.5 millones de personas mayores de 15 años están empleadas en el trabajo doméstico remunerado, lo que equivale al 4.2% del total de la población ocupada. De estas, el 90% son mujeres. La mayoría de estas trabajadoras tienen una edad promedio de 44 años y han alcanzado un nivel educativo promedio de 8.2 años. A pesar de la dedicación laboral, el ingreso promedio es de $38 pesos MXN por hora trabajada, y solo un pequeño porcentaje tiene acceso a servicios de salud y otras prestaciones laborales.
Entre las estadísticas clave se destacan:
- El 92% de los trabajadores del hogar en México son mujeres.
- El 85.8% de las trabajadoras realizan tareas de limpieza, mientras que el 8.2% se dedica al cuidado de personas y el 5.0% a lavandería y planchado.
- De las trabajadoras del hogar, el 75% tienen entre 30 y 59 años y trabajan en promedio 30 horas semanales.
- El 99% trabaja sin contrato escrito, solo el 4% tiene acceso a servicios de salud, y el 28% cuenta con alguna prestación adicional como aguinaldo o vacaciones.
- En 2023, el 69.5% de las trabajadoras del hogar no reciben prestaciones laborales.[4]

Estos datos subrayan las condiciones precarias y la falta de reconocimiento formal del trabajo doméstico remunerado en México, destacando la necesidad de mejorar las condiciones laborales y los derechos de estas trabajadoras y la importancia de la celebración del día Internacional de las trabajadoras del hogar.